# Bateria artylerii nr 39 (XXXIX)
39 (XXXIX) Bateria artylerii – polska bateria artylerii przeciwdesantowej i towarzyszącej kalibru 37 mm, ustawiona na lądowej pozycji głównej za Kuźnicą, a przed Jastarnią oraz przeznaczona w części do obrony portu wojennego w Helu, Półwyspu Helskiego. Wchodziła w skład Dywizjonu Artylerii Nadbrzeżnej, Batalionu KOP „Hel” Rejonu Umocnionego Hel.

## Sformowanie i opis baterii
Z uwagi na potrzebę zabezpieczenia podejść do portów Władysławowo, Jastarnia i Helu oraz wzmocnienia artylerii nadbrzeżnej, oraz biorąc pod uwagę niedostatki finansowe, Kierownictwo Marynarki Wojennej postanowiło wykorzystać posiadane w magazynach zapasy uzbrojenia, w tym armaty kal. 37 mm Hotchkiss wz. 1885. Armaty te pochodziły z przezbrojonych oraz wycofanych z eksploatacji okrętów Flotylli Rzecznej i Floty. Zawiązki baterii sformowano pod koniec roku 1938 w ramach etatu pokojowego dywizjonu artylerii nadbrzeżnej. Formowana bateria nr 39 została podporządkowana dowódcy batalionu KOP „Hel” mjr. Janowi Wiśniewskiemu w okresie czerwca-lipca 1939 roku. Armaty kal. 37 mm Hotchkiss wz. 1885 na dorabianych podstawach kołowych i cokołowych podstawach morskich pochodziły głównie z jednostek rzecznych Marynarki Wojennej. Były instalowane w schronach lub odkrytych stanowiskach polowych w ilości 6 sztuk na głównej pozycji obrony za Kuźnicą. Armaty szybkostrzelne kal. 37 mm wz. 1885 miały tu spełniać rolę artylerii towarzyszącej piechocie i artylerii przeciwpancernej. Pozostałe 4 działka kal. 37 mm Hotchkiss wz. 1885 ustawiono w rejonie Portu Wojennego w Helu, jako przeciwdesantowe przeznaczone do zwalczania lekkich jednostek nieprzyjaciela. Szef KMW wystąpił 16 maja 1939 r. do Szefa Sztabu Głównego WP o wpisanie utworzonych baterii do tabel mobilizacyjnych, lecz bezskutecznie, wobec tego mobilizacja personelu nastąpiła poza planem mobilizacyjnym „W” z nadwyżek Marynarki Wojennej. W trakcie mobilizacji alarmowej baterię zmobilizowano w grupie zielonej od 23 sierpnia w czasie 48 godzin na podstawie rozkazu Kierownictwa Marynarki Wojennej L.778/Mob./39.

## 39 bateria w kampanii wrześniowej
Po zmobilizowaniu stanów osobowych 39 bateria obsadziła główną lądową linię oporu i na półwyspie helskim na zachód od Jastarni. Bateria została podporządkowana dowódcy 11 kompanii strzeleckiej batalionu KOP „Hel” kpt. Stanisławowi Wiśniowskiemu. Nie ustalono, czy bateria prowadziła ostrzał niemieckich lekkich jednostek pływających. Część baterii nie obsadzająca głównej linii oporu na zachód od Jastarni w oparciu o cztery schrony bojowe, nie nawiązała bezpośredniego kontaktu ogniowego z niemiecką piechotą.